# Алтеа
Алтеа (шп. Altea) град је у Шпанији у аутономној заједници Валенсијанска Заједница у покрајини Аликанте. Према процени из 2017. у граду је живело 21.739 становника.

## Становништво
Према процени, у граду је 2017. живело 21 739 становника.
| 1970. | 1981.  | 1991.  | 2001.  | 2017.  |
| ----- | ------ | ------ | ------ | ------ |
| 8.804 | 11.108 | 12.829 | 15.910 | 21.739 |

## Партнерски градови
- Houffalize
- Бад Кецтинг
- Белађо
- Bundoran
- Гранвил
- Холстебро
- Meerssen
- Niederanven
- Превеза
- Sesimbra
- Sherborne
- Karkkila
- Окселесунд
- Јуденбург
- Хојна
- Кесег
- Сигулда
- Сушице
- Тјури
- Звољен
- Пријенај
- Marsaskala
- Сирет
- Agros
- Шкофја Лока
- Трјавна